# Medicina delle catastrofi

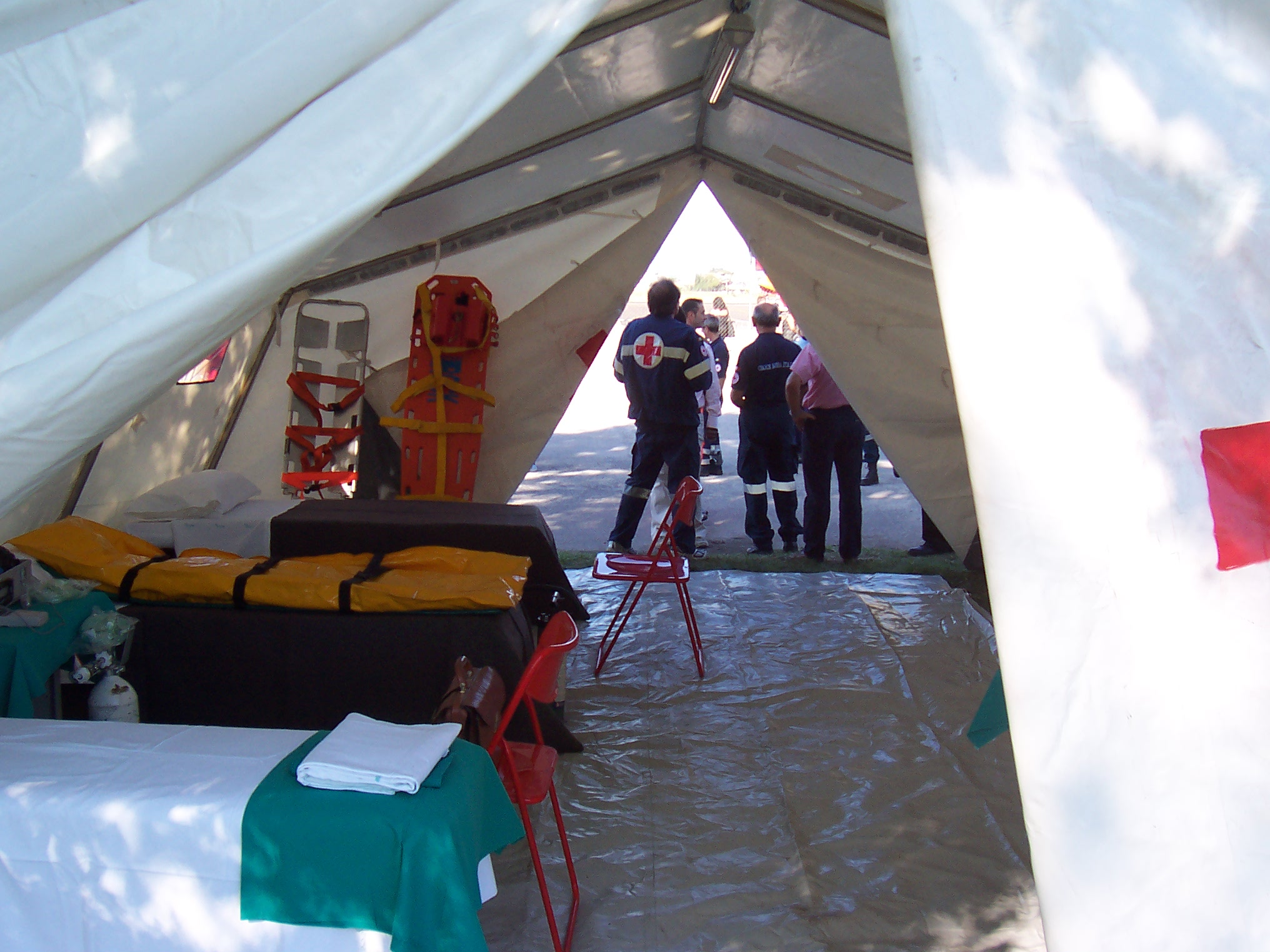
Interno di un'area di Posto medico avanzato

La medicina delle grandi emergenze e delle catastrofi analizza e comprende tutte le procedure mediche e di primo soccorso che vengono attuate in caso di  maxiemergenza o di catastrofe; le due diverse situazioni sono così definite:
- maxiemergenza: i sistemi di soccorso, inclusi gli ospedali, sono intatti e funzionanti.
- catastrofe (o disastro): i sistemi di soccorso sono danneggiati, e/o incapacitati a funzionare.

## Principi fondamentali
La medicina delle catastrofi ha lo scopo di fornire la risposta sanitaria corretta quando le risorse sono insufficienti rispetto alle necessità dell'evento, e si basa sull'integrazione delle varie componenti dei soccorsi (sanitari e logistici).
Come riferimento orientativo si utilizza l'equazione di Bernini Carri detta "regola del danno dinamico" che enuncia:
"l'intensità di un fenomeno (detta: danno) (Q) è direttamente proporzionale all'intensità dello stesso (n) e indirettamente proporzionale alle risorse esistenti per gestirlo (f) per il tempo nel quale esso si sviluppa (t)"
{\displaystyle Q=n/f\times t/R}
dove (n) rappresenta il numero di coinvolti nella catastrofe (feriti, deceduti o sopravvissuti che necessitano di assistenza) e (f) rappresenta il numero di soccorritori o i mezzi utilizzati per il soccorso.
In questa equazione può essere successivamente considerato il "fattore di resilienza (R)" della popolazione (Q = n/f x t / R) inteso come la capacità di una determinata popolazione di reagire in maniera positiva e attiva alla riduzione del Danno; pertanto più si considera alto il fattore di resilienza (R), più viene mitigato l'effetto del Danno (questo è importante soprattutto per le fasi successive a un evento catastrofico). 
Nella medicina dei disastri vanno sempre considerati due aspetti basilari:
- integrazione tra le istituzioni dei soccorsi, ossia la condizione per giungere a una sinergia operativa finalizzata a un obiettivo comune;
- concetto di vittima esteso nella sua globalità, ossia non soltanto morti e feriti, ma tutti coloro che sono stati colpiti negli affetti e nella psiche.

## Strumenti
La medicina delle catastrofi rappresenta in realtà l'insieme di vari tipi di discipline rivolte al raggiungimento di obiettivi comuni, cioè alla limitazione delle sequele e della perdita di vite umane.
L'ambiente ostile dove si svolgono le operazioni necessita di una capacità di adattamento tipica della medicina da campo; l'identificazione delle priorità caratterizza la medicina d'urgenza, la presa in carico sanitaria di un gran numero di vittime deve tenere conto della medicina di massa, e il concetto di vittima inteso nella sua globalità è peculiare della medicina globale. Occorre partire da una pianificazione preventiva applicabile sul campo tipica della medicina di dottrina, mantenendo una gerarchia dei compiti e un'essenzialità dei trattamenti caratteristici della medicina di guerra.
L'aspetto peculiare di ogni disciplina scientifica è l'utilizzo di strumenti operativi; quelli che caratterizzano la medicina delle catastrofi sono tre:
- la strategia: l'arte di ideare i piani di emergenza;
- la logistica: l'insieme di personale, mezzi e materiali finalizzato alla realizzazione dei piani;
- la tattica: l'applicazione dei piani con lo svolgimento della catena dei soccorsi.

### Strategia
La strategia è l'arte di ideare i piani di emergenza, e tre capisaldi ne rappresentano il cardine:
- top management: i piani di emergenza devono essere predisposti dagli operatori più esperti, ideando situazioni realisticamente possibili;
- piani di emergenza: la stesura dei piani di emergenza ha come punto di partenza l'analisi dei rischi presenti nel contesto territoriale; è bene sottolineare che la realizzazione di una risposta deve basarsi sulla previsione degli eventi relativa alle conseguenze degli stessi;
- preparazione degli operatori: la formazione degli operatori è un requisito imprescindibile.

### Logistica
La logistica è tutto quanto permetterà al sistema di sopravvivere e funzionare; è letteralmente definibile come l'arte del provvedere e di permettere un equo e razionale dispiegamento sul campo di uomini, materiali e mezzi.
Occorre stabilire a priori alcuni criteri di valutazione:
- la tipologia dell'evento: ad esempio, il crollo di una struttura abitativa in ambiente urbano determinerà una risposta diversa rispetto al deragliamento ferroviario.
- l'ambiente operativo: le condizioni ambientali influenzano pesantemente la risposta del sistema. L'azione che si svolge in luoghi impervi, la presenza di possibili ulteriori rischi, le difficoltà legate all'accesso delle vittime, le condizioni climatiche e la possibilità di convogliare efficacemente le risorse sul teatro dell'evento, rappresentano aspetti vincolanti che devono essere considerati nella gestione dell'intervento.
- la durata delle operazioni: l'autonomia dei soccorritori e/o la loro rotazione è un'importante variabile ai fini logistici.

### Tattica
La tattica è l'applicazione dei piani di soccorso attraverso procedure operative consequenziali, finalizzate alla creazione della catena dei soccorsi.
Questa sequenza è applicabile in ogni evento, indipendentemente dal tipo di catastrofe, e deve essere considerata il modello operativo di base a cui riferirsi. 
Gli aspetti peculiari della catena dei soccorsi devono rispondere a determinati requisiti:
- La centralità di un'unica Istituzione che riceva l'allarme, dimensioni l'evento e fornisca prontamente una risposta coordinata.
- La medicalizzazione costituisce il fulcro della medicina delle catastrofi; benché i problemi riscontrabili nelle emergenze ordinarie risultino amplificati, l'errore più comune è il pensiero di affrontarli aumentando disordinatamente lo spiegamento di forze in campo. L'approccio più corretto sarà invece lo stabilire la priorità di evacuazione verso i luoghi di cura definitivi per le vittime. La medicalizzazione sarà condotta a diversi livelli, e nello specifico all'interno del Posto medico avanzato (PMA) e del Centro medico di evacuazione (CME), ossia le strutture operative di emergenza di primo e secondo livello interposte tra il sito dell'evento ("cantiere", o "cratere") e gli ospedali; in esse le vittime vengono trasportate dal cantiere ("Piccola Noria"), ivi valutate (Triage) e stabilizzate, per essere così messe in condizioni di affrontare la successiva evacuazione verso gli ospedali ("grande Noria").
- L'evacuazione è il circuito ininterrotto dei mezzi di soccorso dal PMA ai luoghi di cura definitivi. L'evacuazione può svolgersi con l'ausilio di mezzi usati nella quotidianità o di mezzi speciali.
- L'ospedalizzazione è l'ultimo anello della catena dei soccorsi; gli ospedali dovranno predisporre piani di emergenza per un gran numero di vittime (i cosiddetti Piani massiccio afflusso feriti, PMAF).

Analizzeremo seguito ciascuna fase temporale prevista nella tattica:
- Fase di allarme: l'ente preposto alla ricezione dell'allarme di pertinenza sanitaria è la Centrale Operativa (C.O.) del sistema SUEM-118. È compito della C.O. stilare procedure operative conosciute da tutti coloro che verranno inviati sul campo, dimensionare l'evento attraverso una mirata raccolta di informazioni, e modulare e coordinare la risposta (anche degli altri enti/gruppi di soccorso) sulla base delle necessità.
- Zona dei soccorsi sanitari: la zona dei soccorsi deve essere allestita in prossimità dell'area colpita, possibilmente al riparo da "rischi evolutivi". Nelle prime fasi dell'evento lo stress e la confusione possono raggiungere livelli elevati. Il primo equipaggio di soccorso a intervenire deve essere adeguatamente formato, perché avrà il compito di confermare e trasmettere le informazioni necessarie per fornire una risposta adeguata all'evento.

Aspetti e compiti della zona dei soccorsi:
- Improvvisazione: la prima fase osservabile sull'area colpita; è caratterizzata da tensioni emotive e risposte psichiche di vario tipo. La soluzione proponibile rimane l'educazione sanitaria che attraverso l'informazione, il coinvolgimento e la partecipazione attiva a esercitazioni e momenti formativi simulati deve identificare il suo primo bersaglio nella popolazione.
- Ricognizione preliminare: fornisce gli elementi per modulare una risposta adeguata all'evento; può essere effettuata anche dall'alto tramite mezzo aereo, oppure dal primo mezzo terrestre che giunge sul luogo. Si tratta di un insieme di operazioni importanti che devono essere svolte da personale addestrato, poiché l'obiettivo non è il soccorso immediato alle vittime bensì la trasmissione di una descrizione della scena ai gruppi di coordinamento della risposta operativa, e in particolare informazioni sulla tipologia del sinistro, il numero presunto delle vittime, e le patologie prevalenti. La ricognizione è finalizzata inoltre a valutare l'estensione del sinistro, rilevandone i limiti topografici, la persistenza di zone a rischio e la presenza di pericoli attuali o latenti ("rischi evolutivi"), le conseguenze del disastro sull'ambiente con relativa valutazione di danni a strutture, identificazione di aree di atterraggio, valutazione del sito ove impiantare il PMA e le aree di parcheggio per i mezzi in arrivo.
- Settorializzazione: si intende la ripartizione in aree funzionali di lavoro allo scopo di razionalizzare le risorse disponibili. Questa fase, obbligatoriamente condotta con le forze di polizia e con i vigili del fuoco, presuppone un approccio tecnico che raramente è in possesso delle squadre sanitarie. È necessaria la conoscenza dei perimetri di sicurezza e la corretta distribuzione delle équipe. Ciascuna area deve essere frazionata localmente, allo scopo di convogliare equamente le risorse di soccorso, e si avranno rispettivamente zone a loro volta suddivise in "cantieri di lavoro".
- Integrazione: è la condizione finalizzata all'esecuzione dei compiti istituzionali delle componenti dei soccorsi. Questo concetto, assolutamente semplice a livello teorico, risulta a volte assai difficile da realizzare anche nelle emergenze ordinarie. In mancanza di un linguaggio comune e di procedure condivise, le squadre sanitarie, i Vigili del Fuoco, le Forze dell'Ordine e il personale volontario rischiano di trovarsi a operare in condizioni difficili perseguendo ciascuno il suo obiettivo, o le proprie logiche operative.
- Recupero e raccolta delle vittime (ricerca e salvataggio):
  - Salvataggio, ossia l'insieme delle operazioni finalizzate allo spostamento della vittima in luogo sicuro; può essere svolto da personale tecnico.
  - Soccorso, in alcuni casi, il recupero di una vittima deve essere preceduto dall'esecuzione di rapide manovre salvavita. La lunga durata delle operazioni di recupero, la potenzialità evolutiva delle lesioni, e la necessità di manovre cruente per una disincarcerazione complicata (ad es., amputazione di arti rimasti bloccati da lamiere o macerie) sono situazioni che frequentemente richiedono l'intervento sanitario sul punto di ritrovamento della vittima.
- Medicalizzazione: comprende tutte le operazioni sanitarie necessarie a stabilizzare le vittime, e va distinta a sua volta in due ambiti separati:
  - Intervento di prima linea, cioè nel "Cantiere", dove verranno compiuti pochi gesti terapeutici essenziali, con la finalità unica di far sopravvivere i feriti fino all'accesso del Posto medico avanzato.
  - Intervento al Posto medico avanzato (PMA): in questa struttura verranno convogliate ("piccola Noria") tutte le vittime recuperate dai cantieri, e qui sottoposte a nuovo Triage. Il Posto medico avanzato è una struttura sanitaria di emergenza dove le vittime verranno stabilizzate ed evacuate ("grande Noria") verso i luoghi di cura definitivi (ospedali), secondo ordini di priorità (codici di gravità clinica) stabiliti dal triage.
- Trasporto delle vittime (evacuazione): l'evacuazione, ossia il trasferimento verso le strutture ospedaliere, è coordinata dalla Centrale Operativa 118. Avviene in genere via terra (ambulanze normali o attrezzate per la rianimazione) o con elicotteri. In alcuni casi non va tuttavia escluso l'utilizzo di autobus preventivamente attrezzati per il trasporto protetto, o di mezzi speciali per disastri di grande entità. Il circuito ininterrotto tra il Posto medico avanzato e le strutture di ricovero, come già esposto precedentemente, prende il nome di Noria.

#### Posto medico avanzato (PMA)
Il PMA viene definito nella Gazzetta Ufficiale. del 12 maggio 2001 come un "dispositivo funzionale di selezione e trattamento sanitario delle vittime, localizzato ai margini esterni dell'area di sicurezza o in una zona centrale rispetto al fronte dell'evento…” che “... può essere sia una struttura sia un'area funzionale dove radunare le vittime, concentrare le risorse di primo trattamento, effettuare il triage ed organizzare l'evacuazione sanitaria dei feriti nei centri ospedalieri più idonei”.
Il luogo idoneo di installazione verrà deciso dal direttore (o coordinatore) dei soccorsi sanitari (DSS) di concerto con il direttore tecnico dei soccorsi (DTS). Sono da prediligere strutture preesistenti in muratura, quali hangar, magazzini, palestre, scuole; o in alternativa moduli di attendamento gonfiabili, inviati dalla centrale operativa 118 di competenza. 
Il posto medico avanzato deve possedere alcuni requisiti:
- collocazione in area sicura, al riparo da rischi evolutivi
- collocazione agevole rispetto alle vie di comunicazione
- adeguata segnalazione con accesso e deflusso separati
- caratteristiche ottimali di temperatura, luminosità e climatizzazione.

All'interno del PMA operano medici e infermieri, ma possono trovarvi collocazione anche soccorritori non sanitari che espleteranno funzioni logistiche.

#### Il triage
Il triage è un processo decisionale clinico, finalizzato alla prioritizzazione delle emergenze sanitarie delle vittime; nel contesto extraospedaliero verrà applicato in due momenti:
- direttamente sullo scenario (Cantiere), con l'obiettivo di stabilire una priorità d'accesso al Posto medico avanzato.
- al PMA, con l'obiettivo di stabilire l'ordine di evacuazione verso gli ospedali o strutture cliniche alternative.

## Comando e coordinamento
La normativa vigente (decreto 116, G.U. n. 81/2001) prevede che sul luogo dell'evento il responsabile della C.O.118 o il responsabile del DEA (Dipartimento emergenza e accettazione), o un Medico delegato dal responsabile medico del 118 svolga il ruolo di Direttore dei soccorsi sanitari (DSS), rapportandosi con referenti analoghi di altre Istituzioni deputate alla gestione dell'emergenza. Egli si assumerà la responsabilità di ogni dispositivo di intervento sanitario nella zona delle operazioni, mantenendo un collegamento costante con la CO118. 
Sul sito è previsto un Posto di comando avanzato (PCA), in cui operano il Direttore tecnico dei soccorsi e il DSS.
In riferimento al ruolo statunitense dell'Incident commander, l'Associazione italiana di medicina delle catastrofi ha proposto una nuova denominazione per il Direttore dei soccorsi sanitari, cioè il “Medical disaster manager”; identificandolo come colui che, sotto il profilo sanitario, è in grado di coordinare tutte le fasi sequenziali dell'evento. 
Sotto il profilo formativo, l'obiettivo didattico dei corsi Medical disaster manager è la creazione di una catena di comando ove figure legate da una gerarchia funzionale opereranno in autonomia, ciascuno nel proprio settore di competenza. La Direzione dei Soccorsi spetterà a un sovracoordinatore, il quale avrà il compito di stabilire un punto di comando avanzato, ottimizzare le risorse a disposizione, garantire collegamenti comunicazioni e rifornimenti alle aree funzionali di lavoro e ultimo, ma non in ordine di importanza, verificare che sussistano le condizioni di sicurezza per gli operatori. 

### Squadra di gestione della maxiemergenza
La filosofia proposta nel sistema MDM è sicuramente innovativa perché scardina la figura di comando che accentra su di sé gli oneri che il ruolo comporta. Una gestione di questo tipo è destinata a fallire per l'enorme carico di lavoro e richieste che in breve tempo giungeranno. La soluzione proposta è affidare il coordinamento a una squadra di figure esperte schierate nelle aree decisionali della catena dei soccorsi. Ciascun dirigente è legato al coordinatore da una gerarchia funzionale, mantiene cioè un'autonomia quasi assoluta all'interno della propria area di competenza. 

### Identificazione dei ruoli
Uno degli aspetti cruciali relativi al coordinamento è l'identificazione dei ruoli sul campo. Il soccorso sanitario incontra questa problematica anche nella quotidianità degli interventi di emergenza routinaria, ma è indispensabile utilizzare casacche colorate per evidenziare i compiti dei coordinatori.

### Piani di emergenza ospedalieri
In caso di catena dei soccorsi sanitari per catastrofi limitate, il trasporto termina in uno o più ospedali della zona, che dovranno predisporre i piani relativi a un afflusso massiccio di feriti come da normativa vigente. La trattazione delle problematiche legate alla gestione della maxiemergenza ospedaliera esula dai contenuti di questo testo, tuttavia vogliamo specificare che il concetto della catena di comando rimane valido anche nell'ambito ospedaliero; a tal fine l'Associazione Italiana di Medicina delle catastrofi ha messo a punto la figura del Direttore medico del presidio ospedaliero (Hospital Disaster Manager o HDM) che pur movendosi in un contesto operativo diverso mantiene inalterata la filosofia proposta. 
Gli ospedali rappresentano l'ultimo anello della catena dei soccorsi, incominciata con l'attivazione dell'allarme alla C.O.118.